# Diplazium latifolium
Diplazium latifolium là một loài thực vật có mạch trong họ Woodsiaceae. Loài này được (D. Don) T. Moore miêu tả khoa học đầu tiên năm 1859.